# Marino Barlezio
Marino Barlezio (in albanese Marin Barleti, in latino Marinus Barletius; Scutari, 1450 – Roma, 1513) è stato uno scrittore, religioso e umanista albanese.
È considerato il primo storico albanese grazie alla sua testimonianza oculare del 1504 sull’assedio di Scutari del 1478. Barleti è però più noto per la sua seconda opera, una biografia di Skanderbeg, tradotta in molte lingue tra il XVI e il XX secolo.

## Biografia
Barleti nacque e crebbe a Scutari, allora parte della Repubblica di Venezia. Sebbene non vi sia dibattito sul fatto che Barleti fosse originario di Scutari o un albanese in senso geografico, e nonostante ci siano prove indirette che considerasse la sua lingua madre l’albanese, in alternativa a un’origine etnica albanese (sostenuta da Zeno, Fallmerayer, Jireček), alcuni studiosi hanno ipotizzato un’origine etnica italiana (DuCange, Iorga) o dalmata (Giovio, Czwittinger, Fabricius). Nelle sue opere Barleti si definisce ripetutamente scutarese (in latino: Scodrensis), e quindi equipara l’essere scutarese con l’essere epirota, termine usato dagli autori albanesi antichi come forma equivalente dell’etnonimo “albanese”. In una versione precoce dell’Assedio di Scutari, scoperta nel 2018 e pubblicata nel 2022, Barleti ricorda che la lingua locale, che in un’altra parte equipara all’albanese, è la lingua dei suoi antenati (attavorum nostrum). Questo è un riferimento indiretto all’albanese come lingua madre di Barleti.
Secondo il linguista Eqrem Çabej, il cognome di Barleti può derivare dalla forma originale Bardheci, da bardhë, che in albanese significa “bianco”, con il suffisso -eci, tramite la tipica variazione tra [ł] e ð che avviene nel dialetto ghego del Nord dell'Albania, parlato attorno a Scutari, producendo così la forma Barl(l)eci.
Nel 1474, l’Impero ottomano assediò Scutari e Barleti partecipò alla difesa riuscita della città, sia nel primo assedio del 1474 sia nel secondo del 1478. Quando Scutari cadde infine agli Ottomani nel 1479, Barleti fuggì in Italia, dove divenne studioso di storia, letteratura classica e lingua latina.
Poco dopo il suo arrivo a Venezia, gli fu assegnato un banco al mercato della carne di Rialto come mezzo temporaneo di sostegno finanziario. Nel 1494 divenne sacerdote dopo aver completato gli studi teologici a Venezia e Padova, e presto fu nominato per servire nella chiesa di Santo Stefano a Piovene.
Fu autore dell'Historia de vita et gestis Scanderbegi Epirutarvm Principis, Roma, 1508-10, una biografia di Giorgio Castriota Scanderbeg, condottiero e patriota albanese, in cui la narrazione storica viene sormontata dalla forma di poema epico-lirico delle gesta dell'eroe.

## Opere

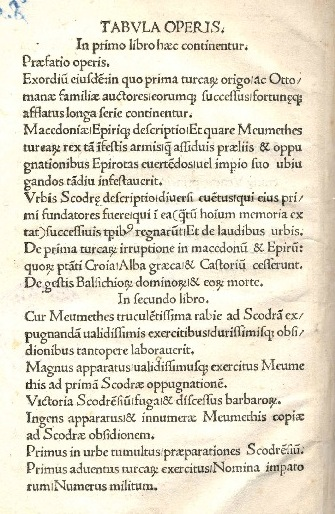
Una pagina del De obsidione Scodrensi (1504)

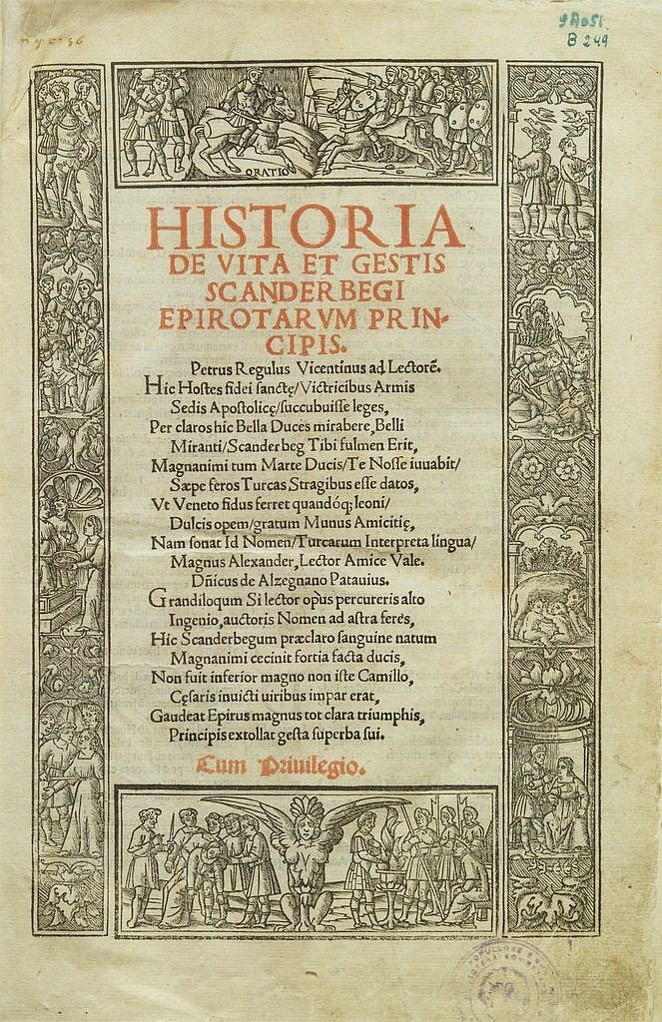
Una pagina del Historia de vita et gestis Scanderbegi Epirotarum principis

### L’assedio di Scutari
La prima opera di Barleti fu L’assedio di Scutari (in latino: De obsidione Scodrensi, Venezia, 1504). Fu pubblicata più volte in latino e tradotta in italiano, polacco, francese, albanese e inglese. Barleti scrisse quest’opera come testimone oculare. A proposito di questo lavoro, il celebre autore albanese Ismail Kadare scrisse che «se si volesse cercare una creazione letteraria pienamente degna dell’espressione “opera monumentale”, sarebbe difficile trovare un esempio migliore de L’assedio di Scutari».
Una versione primitiva del testo finale è stata ritrovata nel 2018 e pubblicata nel 2022.

### La storia di Scanderbeg
La seconda e più grande opera di Barleti fu La storia della vita e delle gesta di Scanderbeg, principe di Epiro (in latino: Historia de vita et gestis Scanderbegi Epirotarum principis), pubblicata nel 1504 a Venezia, e successivamente a Roma tra il 1508 e il 1510; (2ª edizione: Strasburgo, 1537; 3ª edizione: Francoforte sul Meno, 1578; 4ª edizione: Zagabria, 1743) e tradotta in tedesco (1533), italiano (1554), portoghese (1567), polacco (1569), francese (1576), spagnolo (1588) e inglese (1596).
A differenza de L’assedio di Scutari, Barleti si basò sui racconti di terzi per la stesura di quest’opera. I libri di Barleti furono pubblicati e stampati da Bernardino Vitali a Venezia e Roma.
La storia di Scanderbeg è considerata un tesoro culturale albanese, fondamentale per la formazione della coscienza nazionale albanese. Una traduzione di quest’opera di Barleti esiste in slavo, nella cronaca di Cettigne. Una nota alla fine di questo manoscritto, secondo Martinović (1962), afferma che l’autore del testo è “Marin da Scutari di origine slava”.
Paolo Giovio fu il primo storico a confondere Barletius con un altro contemporaneo, Marinus Scodrensis, ovvero Marino Becichemi (1468-1526), professore di retorica e autore di commentari sulla letteratura classica. La confusione fu chiarita da Thomas Reinesius e Apostolo Zeno. Mentre Barletius nelle sue opere si definisce sacerdotis Scodrensis (sacerdote di Scodra), Becichemi si dichiarava sposato e “padre di figli maschi”, professore a Ragusa, Brescia e Padova, caratteristiche che non si applicano a Barletius.